# Biosintesi
Con il termine biosintesi s'intende la produzione di un composto chimico da parte di un organismo vivente. A livello cellulare, il termine indica tutti quei processi anabolici costituiti da una serie di reazioni enzimatiche (es. la conversione in vivo di un precursore in vitamina attiva è una biosintesi parziale), che portano alla formazione di componenti cellulari, ma anche di ormoni, pigmenti, sostanze difensive, neurotrasmettitori, cofattori, ecc.
La biosintesi è quindi alla base del metabolismo primario, ma interviene anche nel metabolismo secondario. Rientrano quindi in questa definizione molti processi, tra cui:
- biosintesi dei nucleotidi:
  - sintesi di purine
  - sintesi delle pirimidine
  - sintesi del GMP
  - sintesi dall'AMP
- biosintesi degli acidi nucleici: DNA, RNA, mRNA
- sintesi degli amminoacidi:
  - sintesi della lisina
  - sintesi della tirosina
  - sintesi dell'idrossiprolina
  - sintesi dell'ornitina
- sintesi proteica:
  - sintesi degli enzimi fagici
  - sintesi dei capsomeri virali
  - sintesi dell'ergosterolo
  - sintesi delle immunoglobuline
  - sintesi del GABA
  - sintesi dei citocromi
  - sintesi del collagene
  - sintesi della creatina
  - sintesi dell'elastina
  - sintesi dell'emoglobina
  - sintesi della ferritina
  - sintesi delle glicoproteine
  - sintesi del Nerve growth factor
  - sintesi del fibrinopeptide A
  - sintesi del fibrinopeptide B
  - sintesi delle chinine
- sintesi del glucosio
- biosintesi di polisaccaridi:
  - sintesi del peptidoglicano
  - sintesi dei glicosamminoglicani
- sintesi dei lipidi:
  - sintesi degli acidi grassi
  - sintesi dei glicolipidi
  - biosintesi del colesterolo
  - biosintesi degli acilgliceroli
  - sintesi degli acidi grassi insaturi
  - sintesi degli steroidi
  - sintesi degli eicosinoidi
- glicogenosintesi
- sintesi degli ormoni:
  - sintesi dell'aldosterone
  - sintesi dell'ormone antimülleriano
  - sintesi del cortisone
  - sintesi dell'insulina
  - sintesi degli estrogeni
  - sintesi dell'angiotensina
  - sintesi del progesterone
- sintesi dell'eparina
- via dell'acido shikimico
- biosintesi dei terpeni
- biosintesi dei fenoli
- biosintesi della clorofilla
- biosintesi degli alcaloidi
- biosintesi delle prostaglandine
- biosintesi della melanina
- biosintesi di principi attivi:
  - sintesi delle penicilline
  - sintesi delle cefalosporine
  - sintesi degli antibiotici polipeptidici
  - sintesi della gramicidina
- sintesi dei glicosidi
- sintesi di fitoalessine
- sintesi dei neurotrasmettitori:
  - sintesi dell'acetilcolina
  - sintesi della dopamina
- sintesi delle betaine
- sintesi degli acidi biliari
- sintesi delle catecolamine
- sintesi delle flavine
- sintesi della putrescina
- sintesi della cadaverina
- sintesi dell'istamina
- sintesi dell'ECF-A
- sintesi delle porfirine

I meccanismi alla base dei vari processi sono altamente regolati a livello genetico. Un genoma virale è in grado di dirigere la sintesi in una cellula ospite.